# Кърк Хамет
Кърк Лий Хамет (на английски: Kirk Lee Hammett) е американски рок китарист, роден на 18 ноември 1962 година в Сан Франциско. Хамет е соло-китаристът на американската метъл група Металика, към която се присъединява през 1983, след като е харесан от основателите ѝ Джеймс Хетфийлд и Ларс Улрих. Смятан е за един от най-добрите китаристи в света.

## Биография

### Ранни години
Кърк Хамет е дете на смесен брак между филипинка и ирландски търговец-мореплавател. Има по-голям брат и по-малка сестра. Научава се да свири на китара на 15-годишна възраст, като по-късно се включва в поредица от групи, последната от които Exodus. През 1983 година, след като е наблюдаван от основателите на Металика Хетфийлд и Улрих по време на концерт с групата си, Хамет получава оферта да се присъедини на мястото на изгонения заради злоупотреба с алкохол и наркотици Дейв Мъстейн. Кърк възприема първоначално предложението като шега, но скоро разбира сериозните намерения на членовете на Металика и с радост приема. Оттогава е незаменим член на групата, превръщайки се в идол на поколения млади китаристи. Той е един от главните текстописци, заедно с двамата по стари члена на групата и главен текстописец на инструментала на песните, заедно с Клиф Бъртън а по-късно и с Джеймс Хетфийлд.

### В Металика
В групата Кърк е много близък с басиста Клиф Бъртън, който умира при автомобилна катастрофа по време на турне в Швеция на 27 септември 1986. За да довършат турнето си и под натиска на продуцентите си, членовете на Металика взимат, техният фен, басиста Джейсън Нюстед, които така и не успява да се впише в групата, която изживява своеобразна „криза“ през 90-те. По това време Кърк прибягнал до наркотици, които по-късно отказал. За да превъзмогне зависимостта си от опиати, Хамет започнал да практикува йога и дори станал вегетарианец.

### Семейно положение
Кърк Хамет е женен два пъти. Разделя с първата си жена Ребека (сключили брак 1987) и се жени за Лейни през 1998. От втория си брак има син, Ейнджъл Рей Кийла Хамет, роден на 29 септември 2006.

## Китари
Основната китара, използвана от Кърк Хамет по време на сценични изяви, е собственоръчно модифициран модел на ESP M-II. Освен нея Хамет използва и е използвал редица други модели на марката ESP:
- ESP Flying V
- ESP Mummy
- ESP Ouija
- ESP Skull
- ESP Spider
- ESP Wavecaster (единствена по рода си),

както и някои други марки като Gibson Les Paul и Jackson Randy Rhodes Model.